# Saint Colophin
 Saint Colophin ou Coalfinit d'Aleth (floruit VIe siècle),   3e évêque d'Aleth il serait mort en 584

## Contexte
Son nom se décompose en deux mots « Cowal » et « finit » le premier est l'équivalent du gallois « cywal » qui signifie entier. De ce fait il a été avancé qu'il était un breton insulaire. Il est uniquement connu par la légende de  Saint Gurval qui l'aurait désigné pour le remplacer lorsqu'il se retire dans la solitude de Guer
Colophin ou Coalfinit est considéré par la Gallia Christiana comme un saint et le 3e évêque d'Alet Il est simplement mentionné par  Pierre-Hyacinthe Morice de Beaubois . On ne sait rien d'autre de ce prélat. Bien qu'il soit qualifié de Saint il ne reçoit aucun culte en Bretagne.